# Бункин, Фёдор Васильевич
Фёдор Васи́льевич Бу́нкин (17 января 1929, дер. Аксиньино (ныне в черте Москвы) — 6 мая 2016, Москва, Россия) — советский и российский физик. Академик РАН (с 1992 года). Директор Научного центра волновых исследований ИОФ РАН. Главный редактор журналов «Physics of Wave Phenomena» и «Физика». Заместитель главного редактора журнала «Известия Российской академии наук. Серия физическая».
Главными направлениями научной деятельности являлись квантовая радиофизика и физика лазеров. Имел более 5500 цитирований своих научных работ. Индекс Хирша — 34.

## Биография
Родился в семье инженера-геодезиста и бухгалтера. В 1936 году с семьёй переехал в Москву. В 1944 году после 7 класса поступил в автодорожный техникум. В 1946 году получил аттестат зрелости и поступил на теплотехнический факультет Московского энергетического института, в 1947 году перевёлся на второй курс вновь созданного физико-технического факультета МГУ (ныне — Московский физико-технический институт). В 1952 году окончил университет по специальности «инженер-радиофизик», одногруппником был О. К. Сурский.
После окончания университета работал в лаборатории колебаний Физического института имени П. Н. Лебедева АН СССР. В 1955 году под руководством С. М. Рытова защитил кандидатскую диссертацию «Теория теплового излучения анизотропных сред». В 1963 году получил степень доктора физико-математических работ за диссертацию «Некоторые вопросы теории флуктуаций в физических системах».
23 декабря 1976 года избран членом-корреспондентом АН СССР по Отделению общей физики и астрономии (радиофизика, радиотехника, электроника). С 11 июня 1992 года — действительный член РАН.
С 1983 по 1998 год являлся заместителем директора Института общей физики. В 1998 году создал Научный центр волновых исследований ИОФ РАН, директором которого являлся до конца своей жизни.
Скончался 6 мая 2016 года в Москве. Похороны состоялись 11 мая 2016 года на Троекуровском кладбище.
Брат Борис (1922—2007) — конструктор вооружений, дважды Герой Социалистического Труда, академик АН СССР и РАН.
Сыновья: Алексей (род. 1952) — доктор физико-математических наук, заведующий лабораторией ИОФ РАН; специалист в области использования методов лазерного зондирования природных сред; Николай (род. 1960) — доктор физико-математических наук, профессор кафедры физики МГТУ имени Н. Э. Баумана.

## Научные достижения
Первые работы (1949—1955) были посвящены измерениям температуры солнечной короны и теории теплового излучения анизотропных сред. В эти же годы проведены работы по статистической радиофизике, которые в дальнейшем были развиты в общую теорию флуктуаций в нелинейных и неравновесных средах.
С середины 1960-х годов занимается лазерной физикой совместно с А. М. Прохоровым. Исследует ионизацию атомов и молекул в поле сильного лазерного излучения, многоквантовый внешний фотоэффект в металлах, взаимодействие коротких лазерных импульсов с веществом. Открыл эффекты лазерного разряда в режиме медленного горения и низкопорогового лазерного пробоя вблизи металлических поверхностей, давшие начало таким направлениям, как лазерная термохимия и лазерные реактивные двигатели.
При исследовании возможностей лазерной физики в акустике сделал ряд открытий: возбуждение звука лазером, обращение волнового фронта ультразвуковых импульсов, тепловая самофокусировка ультразвукового излучения в вязких жидкостях. Эти результаты послужили развитию таких биомедицинских направлений, как техника ультразвукового неразрушающего контроля и ультразвуковая спектроскопия.
Ф. В. Бункиным развита новая научная дисциплина оптотермодинамика. В её рамках показано существование таких эффектов, как светоиндуцированная критическая опалесценция, концентрационное самовоздействие света и светоиндуцированный спинодальный распад. Открыт пузырьковый механизм оптического пробоя жидкостей.
В рамках секретной военно-морской тематики занимался низкочастотной гидроакустикой океана, а также лазерной дистанционной диагностикой приповерхностного слоя океана.

## Награды
- Орден Трудового Красного Знамени (1979 год)
- Государственная премия СССР (1982 год)
- Орден Дружбы народов (1985 год)
- Государственная премия Российской Федерации 1999 года в области науки и техники (29 сентября 1999 года) —  за открытие и исследование явления лазерного горения и непрерывного оптического разряда[2]
- Орден «За заслуги перед Отечеством» IV степени (26 апреля 2000 года) — за заслуги перед государством, большой вклад в укрепление дружбы и сотрудничества между народами и многолетний добросовестный труд[3]
- Орден Почёта (5 мая 2005 года) — за заслуги в области образования и науки и многолетнюю плодотворную деятельность[4]